# Uncle Lasse
Uncle Lasse, född 27 maj 2012 i East Windsor i New Jersey, är en amerikansk varmblodig travhäst. Han tränades av Jimmy Takter fram till 2015. I oktober 2015 valde hans ägare Stefan Melander att importera honom till Sverige och placera honom i sin egen träning. Under tiden i Sverige kördes han av Örjan Kihlström.
Uncle Lasse tävlade åren 2014–2016 och sprang in 9,1 miljoner kronor på 44 starter varav 17 segrar, 9 andraplatser och 6 tredjeplatser. Han är en av avelshingsten Donato Hanovers vinstrikaste avkommor. Han tog karriärens största seger i Sprintermästaren (2016). Han kom även på andraplats i Valley Victory Trot (2014), Peter Haughton Memorial (2014), Earl Beal Jr. Memorial (2015) och Fyraåringseliten (2016) samt på tredjeplats i Hambletonian Stakes (2015).
Då han vann 2016 års upplaga av Sprintermästaren på segertiden 1.09,3 över 1609 meter med autostart, slog han det absoluta banrekordet på Halmstadtravet.
Sedan 2017 är han avelshingst vid Skråmsta stuteri i Bro i Stockholms län.